# Voetbalkampioenschap van Hamburg-Altona 1918/19
In 1918/19 werd het 24ste Voetbalkampioenschap van Hamburg-Altona gespeeld, dat georganiseerd werd door de Noord-Duitse voetbalbond. 
Na St. Georg en Sperber vormden nu ook Victoria en HFC 1888 een oorlogsfusie en de club werd meteen kampioen. De club plaatste zich voor de Noord-Duitse eindronde. De club versloeg achtereenvolgens Schweriner FC 03, Borussia 04 Harburg, Holstein Kiel en in de finale Bremer SC 1891. Er was geen verdere eindronde om de Duitse landstitel.

## Eindstand
| Plaats | Club                      | Wed. | W  | G | V  | Saldo | Ptn   |
| ------ | ------------------------- | ---- | -- | - | -- | ----- | ----- |
| 1.     | KVgg Victoria/HFC 1888    | 16   | 13 | 3 | 0  | 70:16 | 29:3  |
| 2.     | Eimsbütteler TV           | 16   | 10 | 2 | 4  | 60:26 | 22:10 |
| 3.     | Altonaer FC von 1893      | 16   | 7  | 5 | 4  | 52:19 | 19:13 |
| 4.     | FC Union 03 Altona        | 16   | 6  | 6 | 4  | 42:30 | 18:14 |
| 5.     | KVgg St. Georg/SC Sperber | 16   | 8  | 2 | 6  | 44:37 | 18:14 |
| 6.     | SpVgg Ottensen 07         | 16   | 6  | 3 | 7  | 25:40 | 15:17 |
| 7.     | SC Eintracht 08 Lokstedt  | 16   | 4  | 2 | 10 | 10:22 | 9:19  |
| 8.     | FK Rothenburgsort 08      | 16   | 3  | 2 | 11 | 23:65 | 8:24  |
| 9.     | SC Germania 1887 Hamburg  | 16   | 2  | 1 | 13 | 15:67 | 5:27  |

|  | Kampioen |